# Liste historischer Stadtgründungen
Die Liste historischer Stadtgründungen bietet einen Überblick der Stadtgründungen vom 8. Jahrtausend vor Christus bis zur Zeitenwende. Die Angaben zur Zeit der Entstehung beziehen sich in den meisten Fällen auf jene Zeiträume, in denen Städte als solche erstmals erwähnt wurden oder aus denen archäologische Funde bekannt sind, die auf größere zivile, zentralisierte und abgegrenzte Siedlungen mit einer eigenen Verwaltungs- und Versorgungsstruktur im Mittelpunkt größerer Verkehrswege schließen lassen. Generell ist der Begriff erst auf Gemeinwesen anzuwenden, die von Hochkulturen errichtet wurden.

## 9000–5000 v. Chr.
- Jericho (im heutigen Palästinensischen Autonomiegebiet gelegen) – zwar im 10. Jahrtausend v. Chr. als Siedlung gegründet, eine Stadtmauer ist jedoch erst ab 8050/8000 v. Chr. nachweisbar. Die Einwohnerzahl betrug zu diesem Zeitpunkt etwa 3.000. Die Deutung als „älteste Stadt“ stützt sich vor allem auf eine ursprüngliche Mauer, die inzwischen jedoch oft als Teil eines Staudammes interpretiert wird.

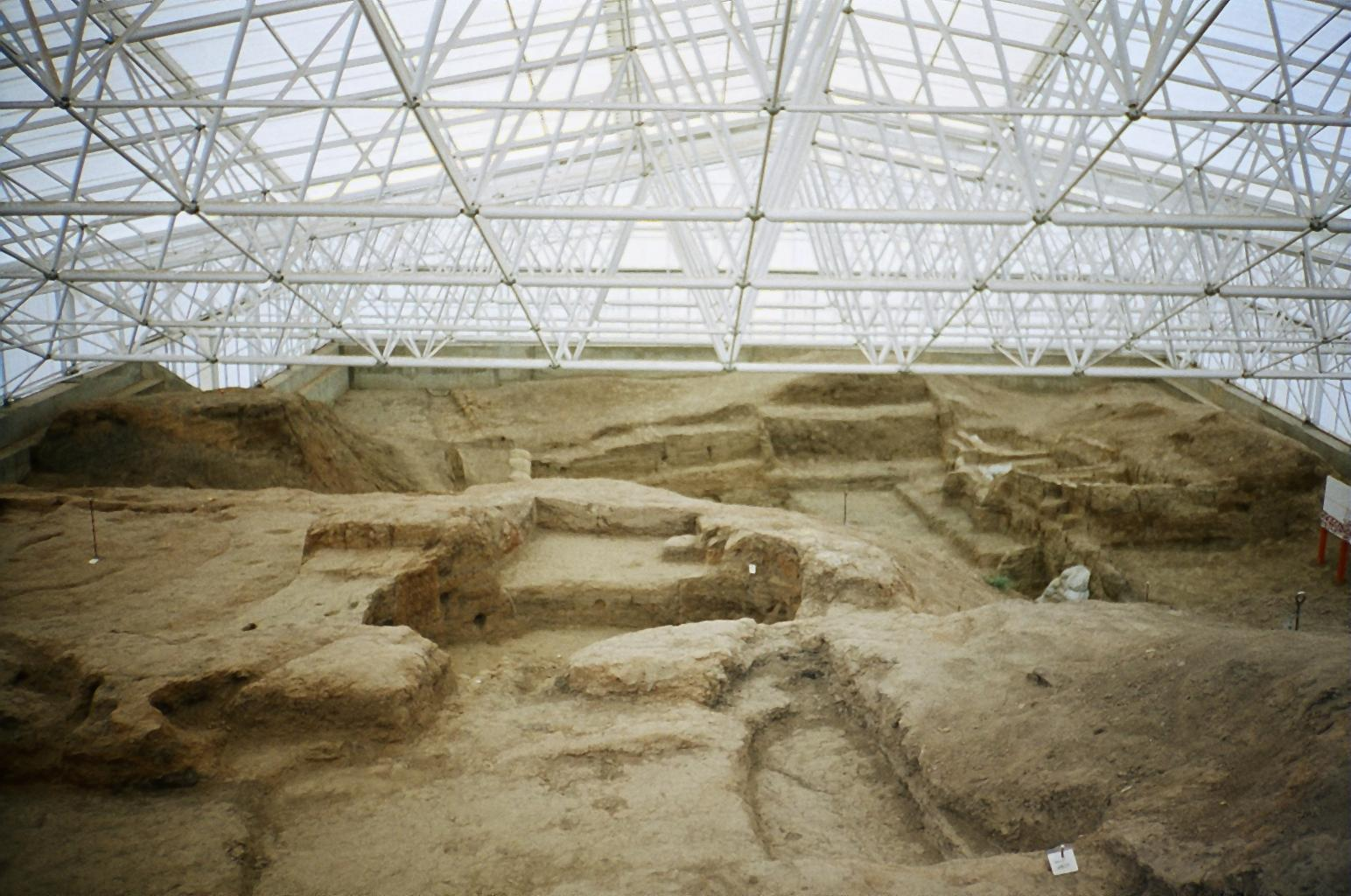
Çatalhöyük (7500 v. Chr.)

- Çatalhöyük – die ältesten Funde dieser im heutigen Kleinasien gelegenen Siedlung stammen aus der Zeit um 7500 v. Chr.; die Blütezeit der Stadt war etwa um 6000 v. Chr. Geschätzt lebten hier etwa 2.500 Menschen, jedoch ohne kommunale Einrichtungen, so dass wohl eine Bezeichnung wie „Siedlung“ oder „Dorf“ treffender wäre.
- Golf von Khambhat (Gulf of Khambat Cultural Complex, GKCC) – im Jahr 2002 wurden im Golf von Khambat, einem dem indischen Bundesstaat Gujarat vorgelagerten Teil des Arabischen Meeres, Reste menschlicher Siedlungen entdeckt, die auf Grund tektonischer Vorgänge zwischen 5900 und 4900 v. Chr. vom Meer überschwemmt wurden und auf die Zeit um etwa 7500 v. Chr. datiert werden.
- Matera[1] ist eine Stadt in der Region Basilikata in Süditalien, eine der ältesten durchgehend bewohnten Städte der Welt: Spuren bewohnter Höhlen aus der Jungsteinzeit von vor 9000 Jahren wurden entdeckt. Die Sassi di Matera (Höhlen von Matera) gehören seit 1993 zum UNESCO-Welterbe. Matera war 2019 Kulturhauptstadt Europas.
- Plowdiw – die heute zweitgrößte bulgarische Stadt wurde wahrscheinlich zwischen 6000 und 5500 v. Chr. gegründet und ist damit die älteste europäische Stadt. Älteste Funde deuten auf die Karanowo-Kulturen.

## 5000–4000 v. Chr.
Fruchtbarer Halbmond (Obed-Zeit)

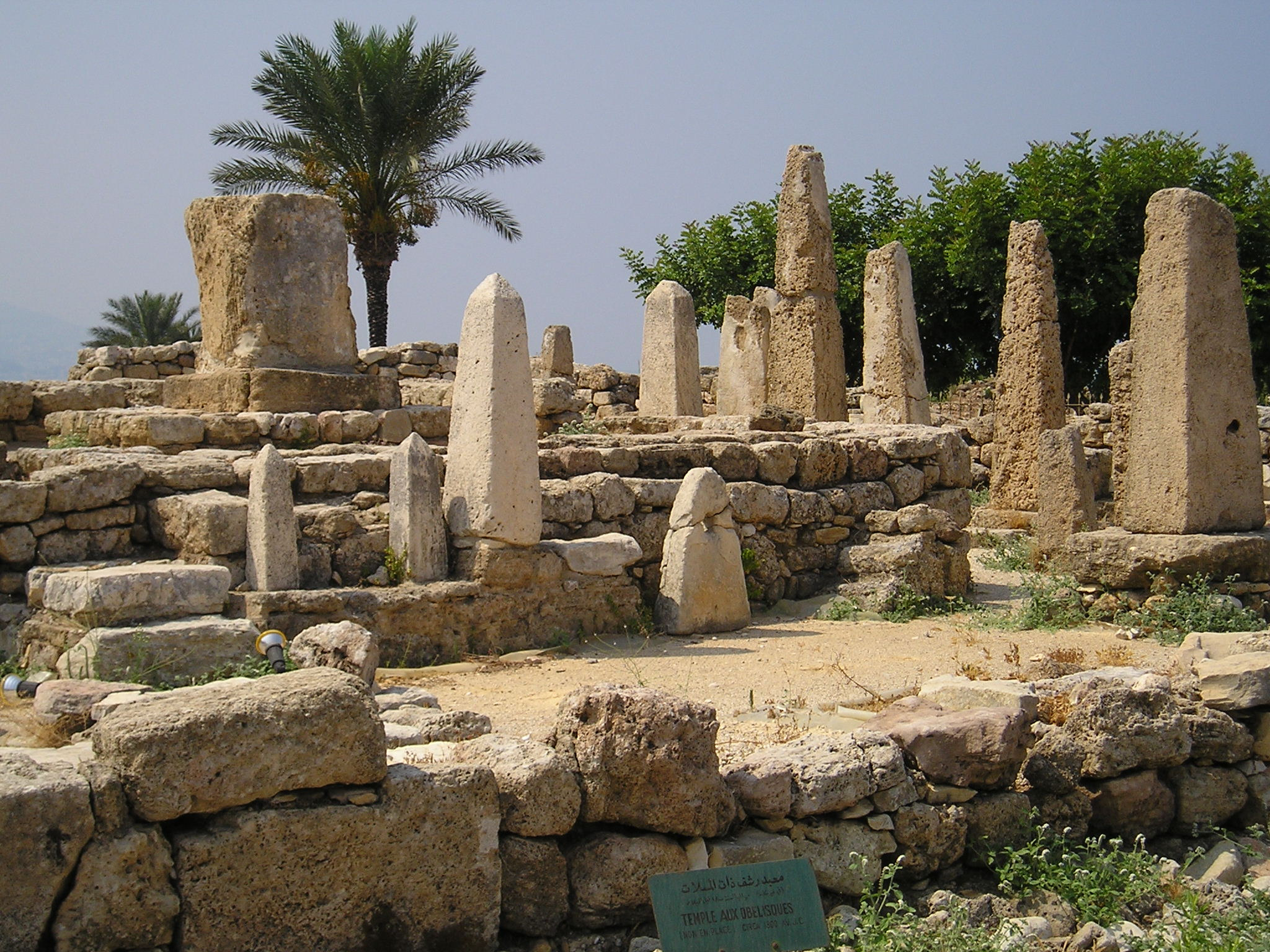
Der Tempel der Obelisken (ca. 1900–1600 v. Chr.) in Byblos

- Eridu galt den Sumerern als älteste Stadt der Welt, erfüllte möglicherweise als erste Siedlung die Bedingungen der Urbanität.
- Tel Erani – bereits 5550 v. Chr. gab es eine Stadtmauer und ein Stadttor
- Ur – besiedelt ab etwa 5000 v. Chr., Blütezeit ca. 2500–1900 v. Chr.
- Tell Brak – erste Gebäude wurden ab 4500 v. Chr. errichtet.[2]
- Byblos (phönizischer Name, auch Jbeil, Gubla und Gebal) – Besiedlungsreste finden sich im Stadtgebiet schon aus dem 5. vorchristlichen Jahrtausend.
- Akaba (in nördlicher Nachbarschaft zunächst Tall Hujayrat al-Ghuzlan und später Tell el-Kheleifeh)
- Poliochni – früheste Besiedlung im 5. oder 4. Jahrtausend v. Chr.

## 4000–3000 v. Chr.
Mesopotamien (späte Obed-Zeit, Uruk- und Dschemdet-Nasr-Zeit, Sumer)
- Akkad
- Kiš
- Lagaš
- Uruk (heute Warka, bibl. Erech) – ab etwa 3500 v. Chr.

## 3000–2000 v. Chr.
Mesopotamien (Sumer)
- Adab

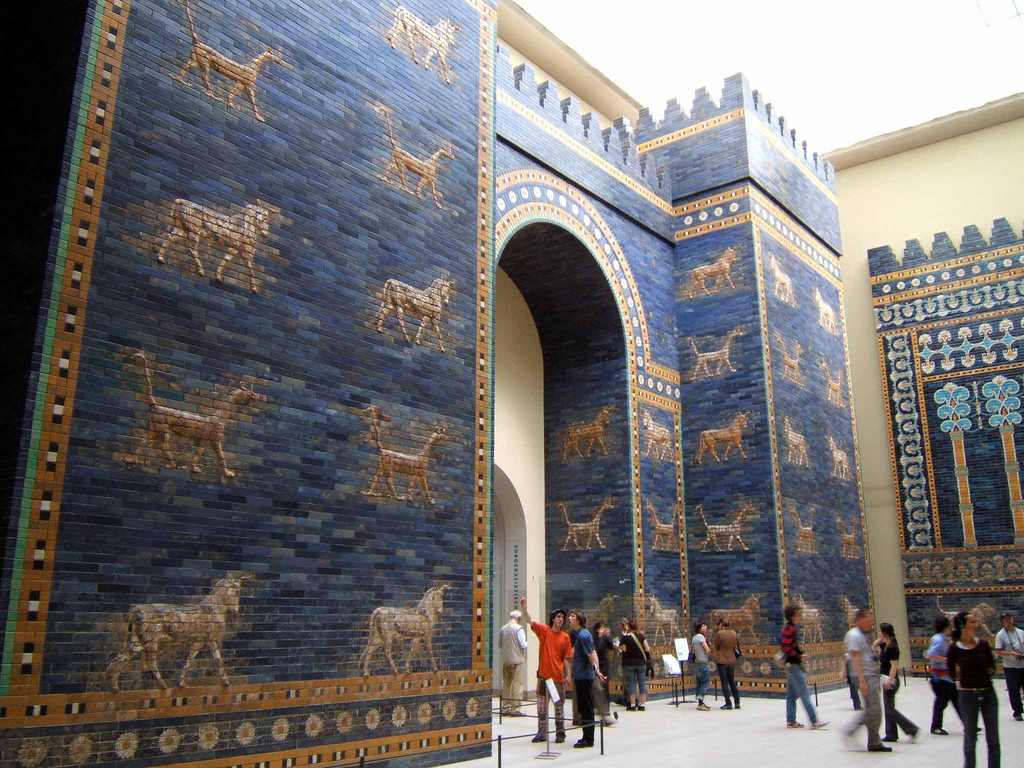
Das Ischtar-Tor (6. Jh. v. Chr., teilweise Rekonstruktion) aus Babylon (ab dem späten 3. Jahrtausend v. Chr.)

- Aššur, vor dem 25. Jahrhundert v. Chr. gegründet
- Babylon
- Der
- Ešnunna
- Isin
- Kullab
- Larsa
- Ninive
- Nippur
- Susa
- Erebuni, heute Jerewan – Teile Jerewans sind zwar schon vor etwa 6000 Jahren besiedelt worden, allerdings wurde Erebuni erst 782 v. Chr. nachweislich gegründet.

Kleinasien, naher Osten, Mittelmeerraum
- Damaskus – älteste bekannte schriftliche Erwähnung aus dem 15. Jahrhundert v. Chr. Historiker gehen davon aus, dass die Siedlung rund tausend Jahre älter ist. Damit zählt Damaskus zu den ältesten dauerhaft besiedelten Städten.
- Hebron
- Troja
- Poliochni (Insel Limnos) – älteste Siedlungsschichten stammen aus der dem 5. Jahrtausend v. Chr.; in der Frühbronzezeit (3200–2000 v. Chr.) dehnte sich die Siedlung stark aus, weshalb Poliochni auch als erste städtische Siedlung Europas bezeichnet wird.[3]

Ägypten (Altes Reich)
- Heliopolis (griech. für „Sonnenstadt“, ägypt. Iunu, in der Bibel On)
- Memphis
- Theben (altägyptisch Wêset, Uaset, Pe-Amun oder Nut; hieroglyphisch Ape oder T’Ape; griech. Thebae oder Diospolis; in der Bibel No)

Indus-Kultur (2600–1800 v. Chr.)
- Harappa
- Lothal (ältester bekannter Hafen)
- Mohenjo-Daro

Präkolumbisches Amerika
- Caral – (Peru) Funde aus dieser von rund 3000 Menschen bewohnten Stadt wurden auf etwa 2600 v. Chr. datiert. Damit ist sie die älteste bekannte Stadt auf dem amerikanischen Kontinent.

## 2000–1000 v. Chr.
Vorderasien (Hethiter, Mittani) und Mesopotamien (Assyrien, Babylonien)
- Akkon (auch Ptolemais)
- Aleppo – um 1800 v. Chr. von den Hethitern erobert
- Ankara (früher Ancyra, Angora) – urspr. eine Siedlung der Phryger
- Apaša (auch Abaša, wahrscheinlich identisch mit Ephesos) – Hauptstadt des Arzawa-Reichs.
- Beʾer Scheva – bereits seit dem 3. Jahrtausend v. Chr. besiedelt, ab etwa 1100 v. Chr. existierte eine stark befestigte israelitische Stadt
- Beirut (Berytos)
- Ḫattuša – ab dem 16. Jahrhundert v. Chr. Hauptstadt der Hethiter, vorher assyrische Handelskolonie
- Jaffa (heute Tel Aviv-Jaffa)
- Jerusalem – gemäß ägyptischer Quellen seit dem 18. Jahrhundert v. Chr. belegt.
- Kadesch (auch Kadesh, Qadesh oder Quadesch geschrieben)
- Nimrud (auch Kalchu, bibl. Kalach) – gegründet etwa im 13. Jh. v. Chr., ab dem 9. Jh. v. Chr. Hauptstadt der Assyrer, zerstört von Medern und Chaldäern im Jahr 612 v. Chr.
- Tarsos (heute Tarsus) – älteste Siedlungsschichten stammen aus dem 4. Jahrtausend v. Chr.

Minoische Kultur (Kreta)
- Chania
- Galatas
- Ialysos[4]
- Knossos
- Mália

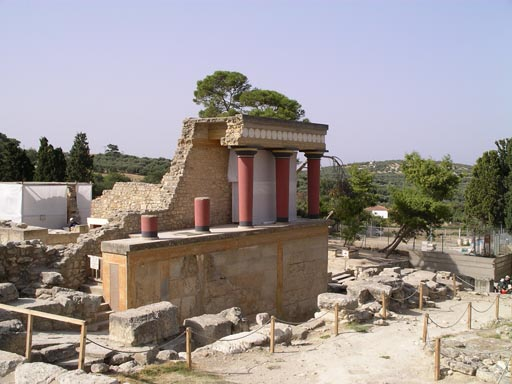
Knossos (ca. 1700–1400 v. Chr.)

- Milet – Milet III, etwa 2000–1800 v. Chr.
- Phaistos
- Roussolakkos

Mykenische Kultur (ca. 1600–1050 v. Chr.)
- Argos – nimmt, wie auch Cádiz (Spanien) oder Nessebar (Bulgarien), für sich in Anspruch, die älteste Stadt Europas zu sein; älteste Siedlungsspuren reichen zurück bis ans Ende der Jungsteinzeit, in mykenischer Zeit wurde auf dem Berg eine Burg errichtet, 500 v. Chr. hatte die Stadt 30.000 Einwohner und eine Kanalisation
- Athen (besaß spätestens ab dem 14. Jh. einen Palast, von dem aus offenbar auch größere Teile Attikas beherrscht und verwaltet wurden)
- Mykene
- Orchomenos
- Pylos
- Theben
- Tiryns

Phönizien
- Sidon
- Tripolis im heutigen Libanon
- Tyros
- Ugarit – älteste Siedlungsspuren reichen bis ins 7. Jahrtausend zurück, Blütezeit als phönizischer Stadtstaat ca. 1400–1200 v. Chr.

Afrika
- Napata etwa 1450 v. Chr. von Pharao Thutmosis III. gegründet; ab etwa 1100 v. Chr. Hauptstadt von Kusch
- Auaris (auch Auaris)
- al-Lahun
- Itj-taui Hauptstadt des Mittleren Reiches
- Achet-Aton Hauptstadt des Echnaton
- Pi-Ramesse Hauptstadt von Ramses II.
- Marsa Matruh

Indien und Zentralasien

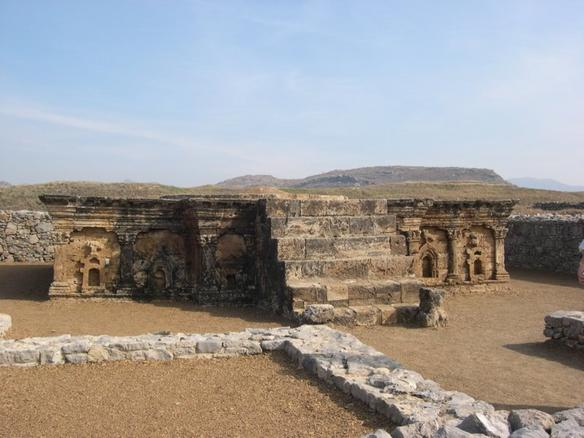
Taxila

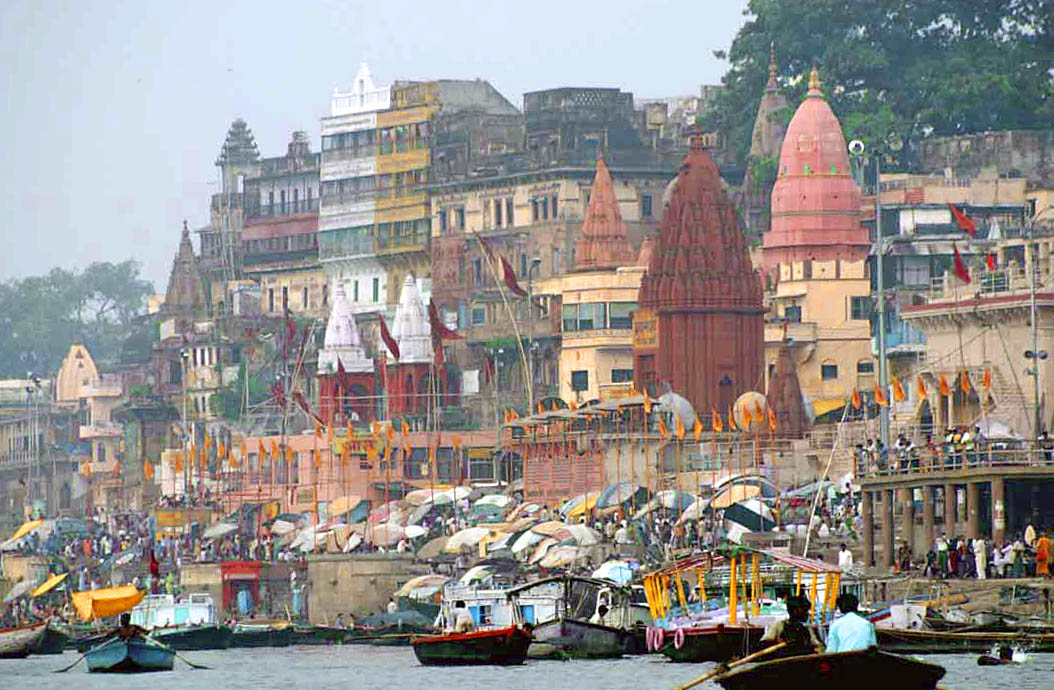
Ghats in Varanasi

- Delhi – Gemäß dem indischen Epos Mahabharata gründeten die Pandawas die Stadt um das Jahr 1200 v. Chr. als Indraprastha; archäologische Forschungen bestätigen dieses Alter.
- Samarqand (auch Samarkand) – gegründet Ende des 14. Jh. v. Chr.
- Taxila (Sanskrit Takshashila) – von Dareios I. (549–486 v. Chr., Achämeniden) zur Hauptstadt erhoben (siehe auch Gandhara), 326 v. Chr. von Alexander dem Großen erobert
- Varanasi (वाराणसी, auch Benares oder Kashi, „die Leuchtende“) – gegründet ca. 1.200 v. Chr.

China
- Luoyang – von Zhougong (周公) im 11. Jahrhundert v. Chr. mit dem Namen Chengzhou (成周) gegründet
- Peking – unter dem Namen Ji etwa 1000 v. Chr. erstmals erwähnt
- Xi’an (西安)
- Yinxu (殷墟)[5]

Amerika (Maya-Zivilisation, Olmeken)
- Monte Albán – ab ca. 1500 v. Chr.
- San Lorenzo Tenochtitlan – ab ca. 1500 v. Chr.

## 1000 v. Chr. – 0
Antikes Griechenland (ca. 800–146 v. Chr.)
- Methone – 733 v. Chr. von eretrischen Siedlern gegründet
- Apollonia um 640 v. Chr. von den Milesiern
- Halikarnassos
- Byzantion (heute: Istanbul) – um 670 v. Chr. von den Dorern gegründet
- Kamiros – um 1000 v. Chr. von den Dorern gegründet
- Korinth
- Kyrenia – zu Beginn des 1. Jahrtausends v. Chr. von Mykenern gegründet (Zypern)
- Lokroi Epizephyrioi – 680 v. Chr. an der Küste des Ionischen Meeres von Kolonisten aus Lokris (Achaier) gegründet
- Paphos – von achaiischen Kolonisten gegründet (Zypern)
- Smyrna
- Syrakus – 734 v. Chr. von griechischen Siedlern aus Korinth gegründet
- Tarent – 8. Jahrhundert (als Drehscheibe des Fernhandels schon in der zweiten Hälfte des 2. Jahrtausend v. Chr. von großer Bedeutung)
- Kavala – Gegründet im 7. Jahrhundert v. Chr.
- Veria – Gegründet vor dem 5. Jahrhundert v. Chr.[6]
- Serres – 5. Jahrhundert v. Chr. erstmals erwähnt (Sirris)
- Korfu – 734 v. Chr. gegründet
- Trapezous – 756 v. Chr. gegründet (heute Trabzon)
- Sinope – 8.–7. Jh. v. Chr. gegründet (heute Sinop)
- Marseille – ca. 600 v. Chr. von Griechen als Massalia gegründet
- Livadia – vor dem 5. Jahrhundert gegründet
- Edessa – war bis in das 6. Jahrhundert v. Chr. die erste Hauptstadt des Königreiches Makedonien
- Lamia – im Jahre 424 v. Chr. erstmals urkundlich erwähnt
- Rhodos – 408 v. Chr. gegründet

Phönizien

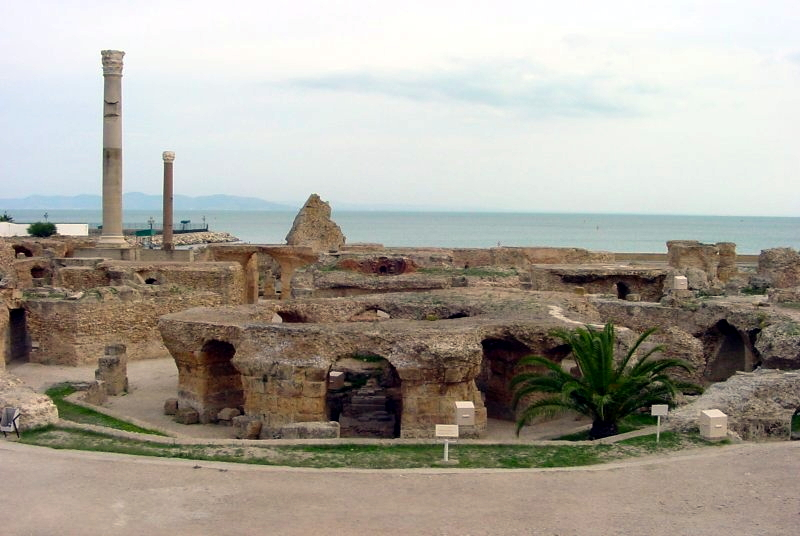
Karthago (814 v. Chr.)

- Karthago – 814 v. Chr. von Phöniziern aus Tyros gegründet
- Cádiz (urspr. Gadir) – Cádiz nimmt für sich in Anspruch, die älteste Stadt auf dem europäischen Kontinent zu sein. Der römische Historiker Velleius Paterculus gab zwar als Gründungsdatum „80 Jahre nach dem Trojanischen Krieg“ an, archäologisch konnte eine Besiedlung des Gebiets allerdings erst ab der Mitte des 8. Jahrhunderts v. Chr. nachgewiesen werden.
- Granada – ca. 500. v. Chr. erstmals als Iliberra erwähnte Siedlung der Iberer und Phönizier
- Málaga – im 8. Jahrhundert v. Chr. als Malaka gegründet

Vorderasien

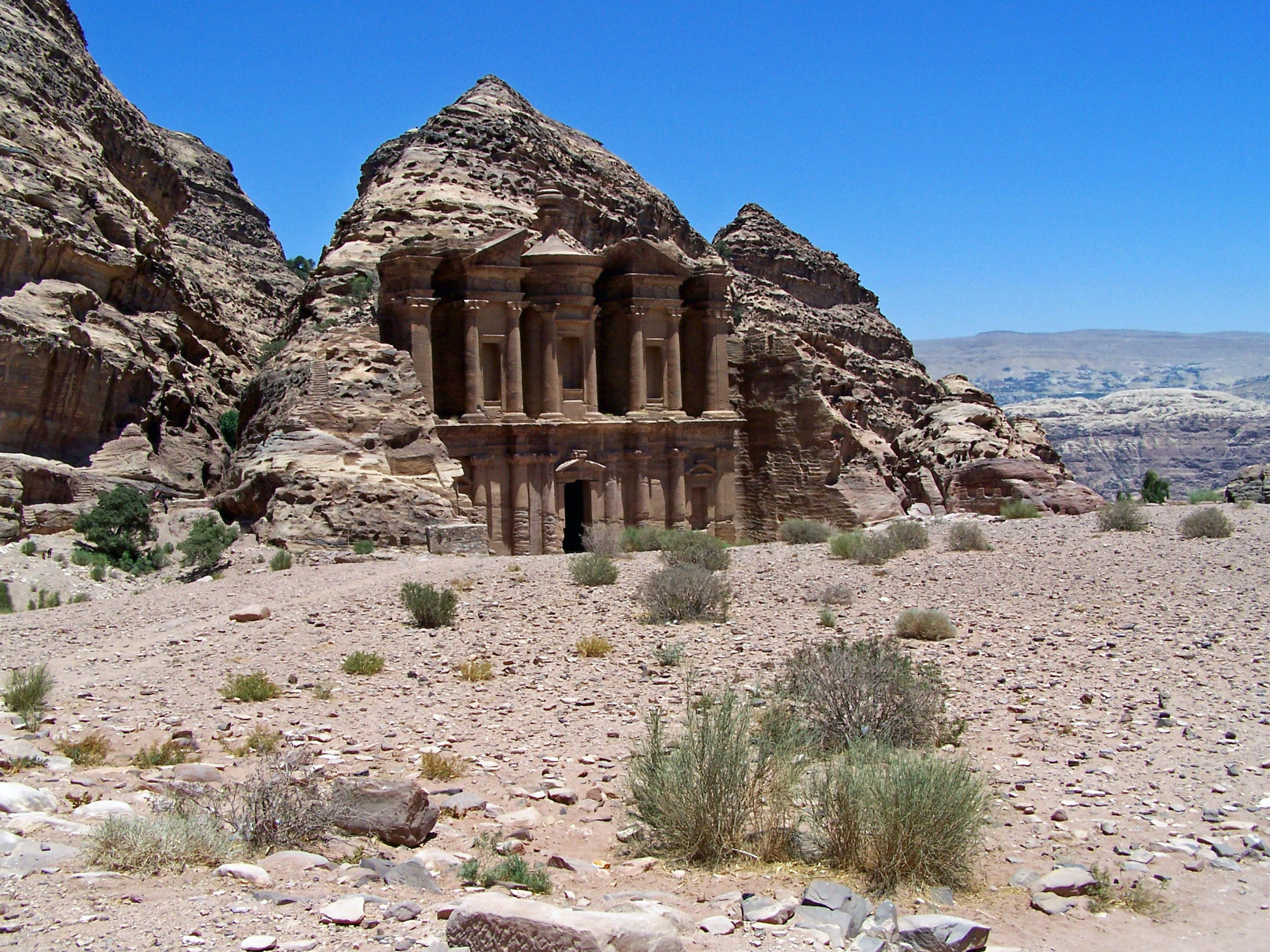
Petra, das Felsgrab Ed-Deir

- Jerewan – ab 787 v. Chr. nachweisbar
- Ma’rib – ab etwa 800 v. Chr. die Hauptstadt von Saba
- Petra – von den Nabatäern gegründete Stadt im heutigen Jordanien
- Samaria – um das Jahr 876 v. Chr. vom israelitischen König Omri gegründete Hauptstadt des Königreiches Israel

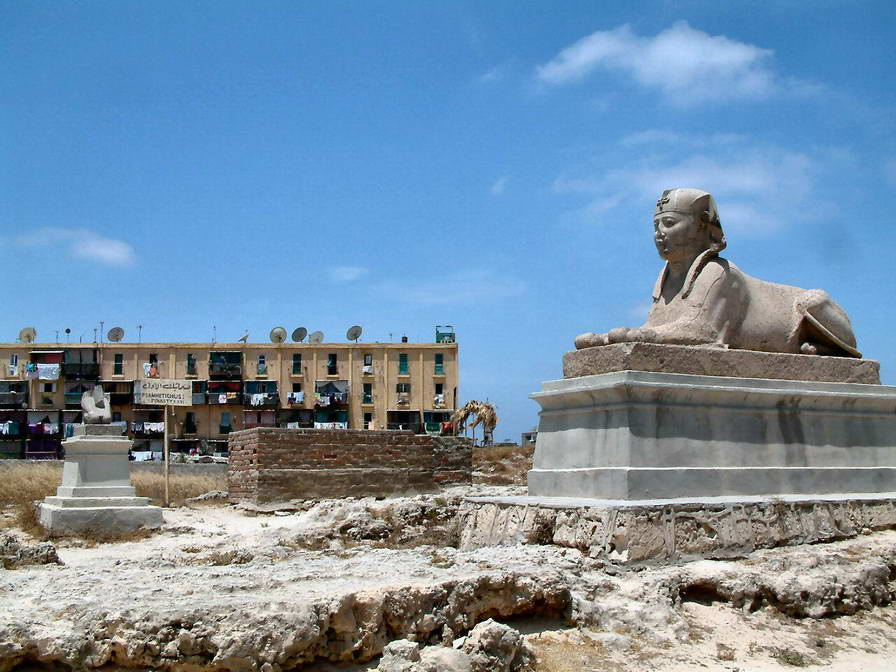
Alexandria (331 v. Chr.)

Makedonien zur Zeit Alexanders des Großen
- Alexandreia – Gründung: 333 v. Chr. (heute İskenderun)
- Xylinepolis – Gründung: ca. 326–325 v. Chr. (heute Bahmanabad)
- Alexandria – Gründung: 331 v. Chr. (in Ägypten)
- Thessaloniki – Gründung: 315 v. Chr.

Etrusker (ca. 800–40. v. Chr.)
- Arretium (heute Arezzo)
- Caere (heute Cerveteri)
- Clusium (heute Chiusi)
- Cortona
- Perusia (heute Perugia)
- Rusellae (heute Roselle)
- Tarquinii (auch Turchuna, nahe dem heutigen Tarquinia)
- Veii (heute Veji)
- Vetulonia
- Volaterrae (heute Volterra)
- Volsinii (bei Orvieto)
- Vulci

Illyrien

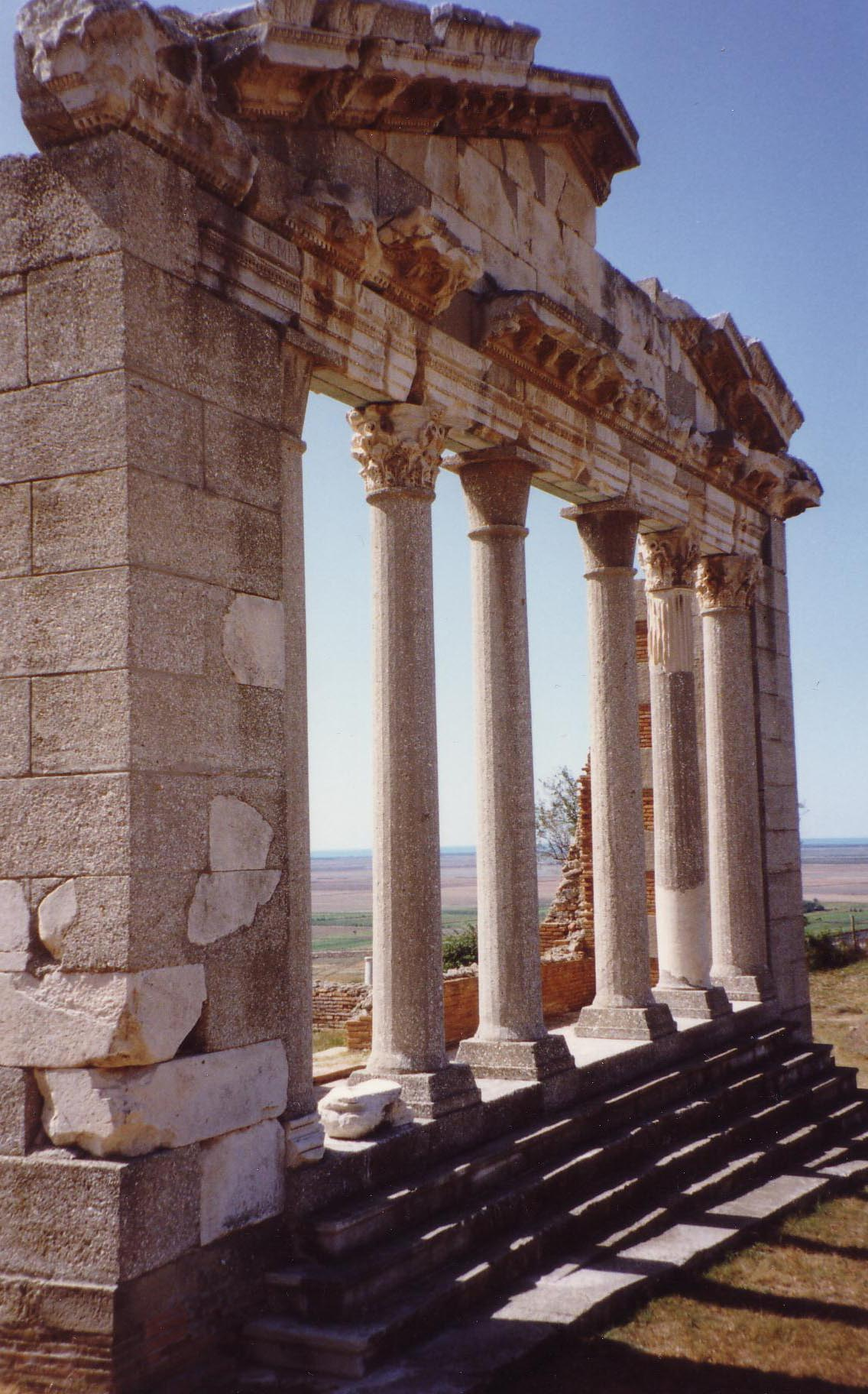
Tempelruine in Apollonia im heutigen Albanien. Die Stadt war zu ihrer Zeit eine der größten der Region.

- Mpoúntba (heute Budva) – im 10. Jahrhundert v. Chr. von griechischen Kolonisten gegründet
- Lychnidos (heute Ohrid) – im 8. Jahrhundert v. Chr. von illyrischen Encheleern gegründet
- Ulpiana (bei Lipjan) – im 8. Jahrhundert v. Chr. von Illyrern gegründet
- Epidamnos (heute Durrës) – 627 v. Chr. von dorischen Siedlern aus Korinth und Korfu gegründet
- Apollonia (bei Fier) – 588 v. Chr. von dorischen Siedlern aus Korinth und Korgu gegründet
- Oricum (bei Orikum) – im 6. Jahrhundert v. Chr. von Illyrern gegründet
- Aulon (heute Vlora) – im 6. Jahrhundert v. Chr. von griechischen Kolonisten gegründet
- Lissos (heute Lezha) – 385 v. Chr. von Siedlern aus Syrakus gegründet, jedoch gibt es ältere illyrische Funde aus dem 6. Jahrhundert v. Chr.
- Phoinike (bei Finiq) – im 5. Jahrhundert v. Chr. von Chaoniern gegründet
- Olcinium (heute Ulcinj) – im 5. Jahrhundert v. Chr. von Illyrern gegründet
- Butrint – im 4. Jahrhundert v. Chr. als Stadt erwähnt, jedoch gab es eine Siedlung seit dem 8. Jahrhundert v. Chr.
- Scodra (heute Shkodra) – erstmals im 4. Jahrhundert v. Chr. als Residenzstadt der illyrischen Ardiäer erwähnt
- Amantia – im 4. Jahrhundert v. Chr. von Illyrern gegründet
- Antipatreia – im 4. Jahrhundert v. Chr. von Illyrern gegründet, Neugründung Ende des Jahrhunderts durch Kassander, der griechische Kolonisten ansiedelte
- Byllis (bei Ballsh) – im 4. Jahrhundert v. Chr. von Illyrern gegründet
- Iader (heute Zadar) – möglicherweise im 4. Jahrhundert v. Chr. von Illyrern gegründet
- Albona (heute Labin) – im 4. Jahrhundert v. Chr. von Illyrern gegründet
- Liburna (heute Rijeka) – möglicherweise im 4. Jahrhundert v. Chr. von illyrischen Liburnern gegründet
- Narona – im 4. Jahrhundert v. Chr. von Illyrern gegründet
- Salona (heute Solin) – im 4. Jahrhundert v. Chr. von illyrischen Dalmatiern gegründet
- Ascrivium (heute Kotor) – im 3. Jahrhundert v. Chr. von Illyrern gegründet

Iberische Halbinsel
- Huelva – Reiche einheimische (tartessische) Siedlung, ab ca. 900 v. Chr. intensive Handelskontakte mit Phöniziern

Römisches Reich

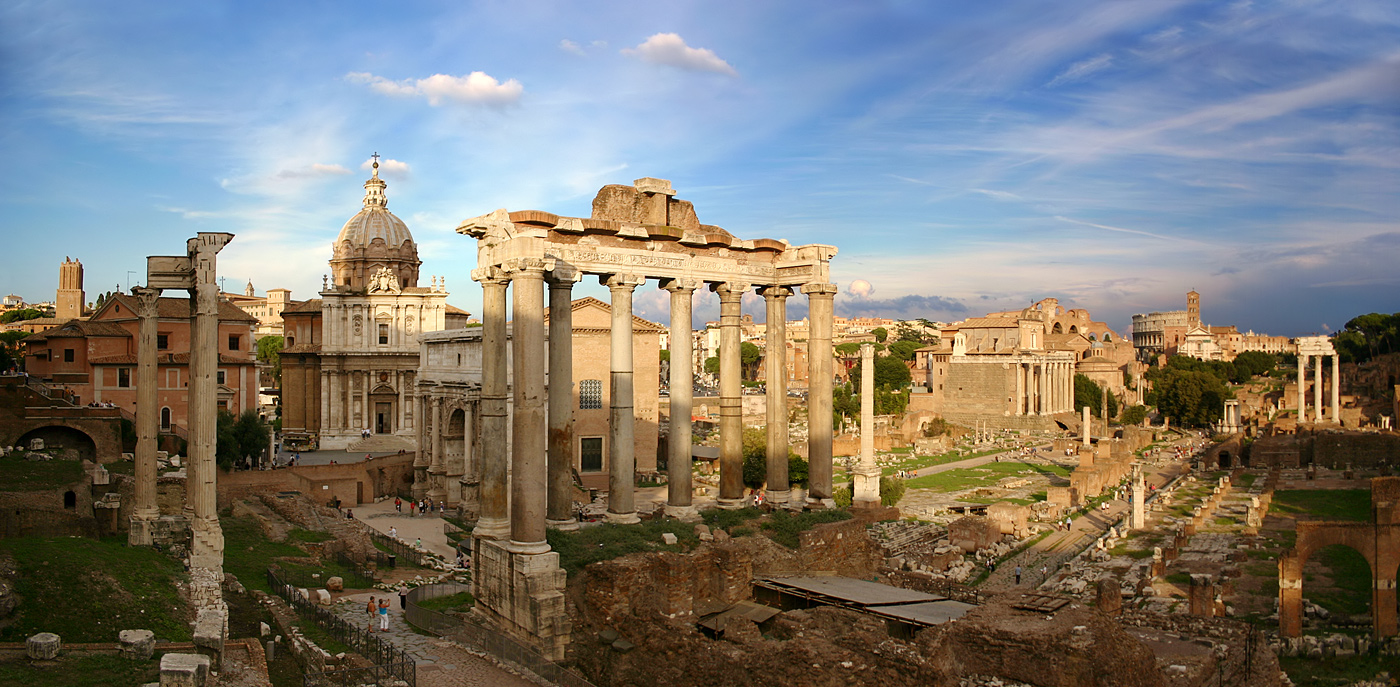
Das Forum Romanum in Rom

- Rom – Gemäß der Gründungssage am 21. April 753 v. Chr. von Romulus und Remus gegründet. Erste Siedlungen entstanden aber schon um 1000 v. Chr.
- Ostia – im 7. Jahrhundert v. Chr., vom vierten König von Rom Ancus Marcius, gegründet
- Pompeji – um 600 v. Chr. gegründet.
- Antequera – von den Römern im letzten Drittel des 1. Jahrtausend v. Chr. als Antikaira ausgebaute Siedlung der Keltiberer
- Ronda – von den Römern 132 v. Chr. als Arundo ausgebaute Siedlung der Keltiberer
- Worms – 53 v. Chr. von Gaius Iulius Caesar errichtete keltische Siedlung Borbetomagus, die ab 14 v. Chr. als Civitas Vangionum ausgebaut wird; Mitglied im Arbeitskreis der ältesten Städte Europas; siehe auch: Älteste Städte Deutschlands
- Köln – 38 v. Chr. als Oppidum Ubiorum gegründet, ab 50 n. Chr. zur römischen Kolonie als Colonia Claudia Ara Agrippinensium erhoben
- Trier – 16 v. Chr. als Augusta Treverorum gegründet
- Neuss – 16 v. Chr. als Militärlager gegründet
- Augsburg – 15 v. Chr. als Militärlager Augusta Vindelicum gegründet
- Kempten (Allgäu) – 15 v. Chr. als Cambodunum gegründet
- Mainz – 13/12 v. Chr. als Mogontiacum gegründet
- Xanten – ab 110 n. Chr. Colonia Ulpia Traiana[7]
- Andernach – 12 v. Chr. als Antunnacum gegründet
- Bonn – 12 v. Chr. (wahrscheinlich) als Bonna gegründet
- Koblenz – 9 v. Chr. als Castellum apud Confluentes gegründet
- Speyer – 10 v. Chr. als Militärlager Noviomagus

Indien und Zentralasien
- Chandraketugarh – ab etwa 300 v. Chr.
- Patna (पटना, früher auch Kusumpura, Pushpapura, Pâtaliputra und Azeemabad) – gegründet etwa 500 v. Chr.
- Peschawar
- Osch (unklar wann genau, aber etwa vor 3000 Jahren)

China
- Chengdu (成都) – Gründung: 316 v. Chr.
- Guangzhou (广州, auch Kanton) – besiedelt seit dem 9. Jh. v. Chr., während der Qin-Dynastie (221–207 v. Chr.) Hauptstadt der Präfektur Nanhai

Südostasien
- Co Loa – nahe dem heutigen Hanoi (Vietnam), Mitte des 1. Jahrtausends v. Chr. Hauptstadt von Au Lac

Amerika

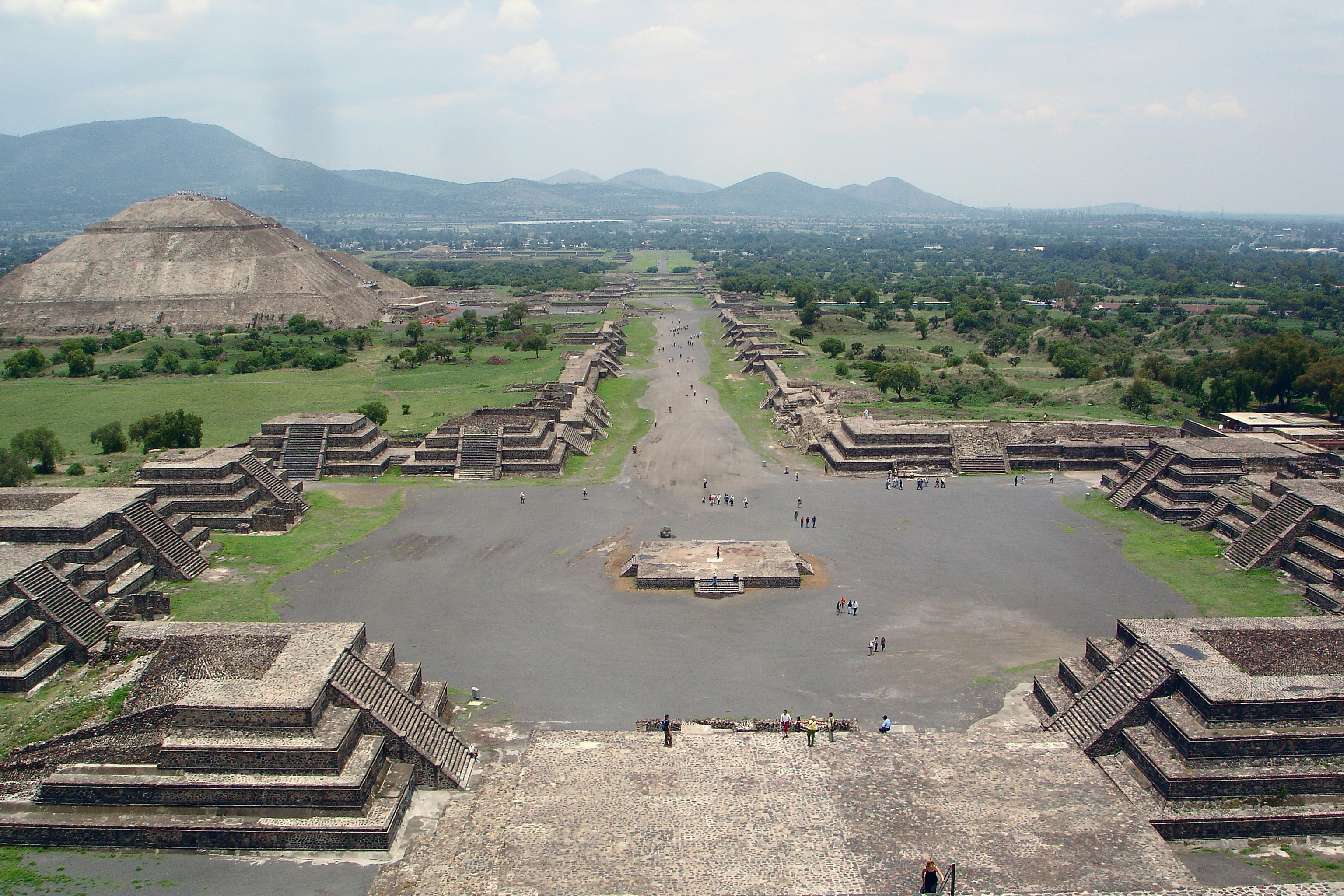
Sonnenpyramide und Straße der Toten in Teotihuacán

- Nakbé – im heutigen Guatemala gelegene Stadt der Maya-Zivilisation
- Teotihuacán (früher Tollan) – besiedelt ab etwa 1000 v. Chr., städtisch ab etwa 300 v. Chr.

Afrika
- Aksum
- Meroe – Hauptstadt von Kusch, ab etwa 800 v. Chr., zerstört um 350 v. Chr. (heute im Sudan gelegen)

## Belege
1. ↑  Matera
2. ↑  Archäologie – Heft_Inhalt Tell Brak – die älteste Stadt der Welt
3. ↑  vgl. zum Beispiel 94. Lemnos (Memento vom 23. Oktober 2004 im Internet Archive)
4. ↑  Luca Girella nennt Ialysos während SM IA „one of the largest towns in Aegaean“ s. Artikel https://www.academia.edu/244392/IALYSOS._FOREIGN_RELATIONS_IN_THE_LATE_BRONZE_AGE (S. 129).
5. ↑  Yin ist ein anderer Name der Stadt
6. ↑  erwähnt 432 v. Chr.
7. ↑  entstand aus der Colonia Ulpia Traiana, nicht aus dem 2 km entfernten Vetera

- Karte mit allen verlinkten Seiten:
- OSM |
- WikiMap